# Паламедеєві
Паламедеєві (Anhimidae) — родина південноамериканських птахів ряду гусеподібних (Anseriformes), що нараховує три види. Попри те, що своїм зовнішнім виглядом вони більше нагадують індичок, паламедеєві є найближчими родичами качок (Anatidae). Паламедеї відомі своїми надзвичайно гучними криками, завдяки чому англійською мовою вони називаються screamers (крикуни).

## Розповсюдження
Паламедеєві мешкають виключно в Південній Америці. Ареал трьох видів охоплює низовини Колумбії та Венесуели і велику область на схід від Анд, яка тягнеться від Болівії та Бразилії до центральної Аргентини. Паламедеєві полюбляють болотисті місцевості. Їх можна побачити також біля берегів повільних річок, біля ставків, а також у відкритій савані. Паламедеєві є швидше біляводними, ніж водоплавними птахами, вони можуть добре плавати, але плавальні перетинки у них розвинені слабо.

## Еволюція
Знахідки скам'янілих решток предків паламедеєвих украй рідкісні. Довгий час не було відомо взагалі жодних решток, що датуються періодами до 20 тисяч років тому. Проте біля міста Таубате в Бразилії було уперше знайдено сліди стародавнього виду, що жив на межі олігоцену і міоцену. З тих пір в Англії та Вайомінгу були знайдені рештки з еоцену, які розцінюють як останки паламедей, що, проте, через їхню неповноту, залишається суперечливим.

## Паламедеєві та людина
Унаслідок гучних криків паламедеєвих широко відомі в країнах їх проживання. Часто їх розглядають як шкідників, що поїдають зерно на полях. Серед мисливців вони також непопулярні, оскільки розполохують своїм криком усіх тварин довкола. Паламедеєві легко піддаються одомашненню й іноді навіть використовуються як сторожові тварини, які голосно сповіщають про наближення будь-якого прибульця. Також у паламедеєвих на згині крила є дві гострі шпори, які служать їм для захисту. Удари цих шпор дуже болісні — ще одна позитивна якість цих птахів як сторожів. Відомі випадки, коли паламедеєві успішно протистояли навіть найбільшим і лютим собакам. М'ясо паламедеєвих непопулярне через свою розмиту структуру і численні порожнини з повітрям, проте тубільці його їдять. Рогата і південна паламедеї зустрічаються досить часто. Chauna chavaria вважається видом під частоковою загрозою, оскільки її популяція складає лише від 2,5 до 10 тис. особин.

## Класифікація
Родина включає 3 види у двох родах:
- Рід Паламедея (Anhima)
  - Вид Паламедея (Anhima cornuta)
- Рід Чайя (Chauna)
  - Вид Чайя колумбійська (Chauna chavaria)
  - Вид Чайя аргентинська (Chauna torquata)